# Kecerpeklény
Kecerpeklény (szlovákul: Kecerovské Pekľany) Kecer településrésze, korábban önálló falu Szlovákiában, a Kassai kerület Kassa-vidéki járásában.

## Fekvése
Kassától 20 km-re északkeletre, az Ósva-patak jobb partján fekszik. Kecer nyugati részét alkotja.

## Története
1427-ben „Peklen” néven említik először, akkor hét portát számláltak a faluban. A lipóci uradalom részeként Kecer Péter birtoka volt. 1598-ban 14 ház állt a faluban. 1678-ban Keczer András kétemeletes kastélyát említik itt, mely a 18. században még állt. Nyoma nem maradt.
A 18. század végén Vályi András így ír róla: „PEKLIN. Keczer Peklin, Orosz Peklin, és Úsz Peklin. Három falu Sáros Vármegyében, Keczer Peklinnek földes Urai több Uraságok, mellynek Ispotállya is vagyon; Orosz Peklinnek földes Ura Piller Uraság, fekszik Radácshoz közel, mellynek filiája; Usz Peklinnek pedig földes Ura Úsz Uraság. Ez fekszik Nyárs Ardóhoz nem meszsze, mellynek filiája, lakosaik külömbfélék, határbéli földgyeik közép termékenységűek, réttyek, legelőjök, erdejek elegendő van, piatzozások Szebenben, és Eperjesen alkalmatos, második osztálybéliek.”
Fényes Elek 1851-ben kiadott geográfiai szótárában így ír a faluról: „Peklin (Keczer), tót falu, Sáros vmegyében, Ránkhoz 2 1/2 mfdnyire: 339 romai kath., 21 g. kath., 102 ev., 12 zsidó lak. Kath. paroch. templom. Kastély. Erdőhivatal. Vizimalom. F. u. a kamara, de bir benne a Keczer nemz. is. Ut. p. Eperjes.”
1910-ben 410, többségben szlovák lakosa volt, jelentős cigány, német és magyar kisebbséggel. A trianoni diktátumig Sáros vármegye Lemesi járásához tartozott.
Kecerkosztolánnyal 1975-ben egyesítették Kecer néven.

## Külső hivatkozások
- Képes ismertető (szlovákul)
- Kecerpeklény Szlovákia térképén

## Lásd még
- Kecer
- Kecerkosztolány